# Península San Antonio
La península San Antonio es un accidente geográfico costero ubicado en el Departamento Florentino Ameghino de la Provincia del Chubut (Patagonia Argentina). Se encuentra a 27 kilómetros en línea recta al sur de la localidad de Camarones. Esta península separa, al oeste la bahía Huevo, y al este la bahía Gil. Además, al oeste se halla la Isla Valdez, y en el extremo sur de la península se encuentra el Cabo del Sud. La altura máxima es de aproximadamente 70 m s. n. m.
Esta península fue descubierto por el español Simón de Alcazaba y Sotomayor en el año 1535 en su intento de fundar una población y la Gobernación de Nueva León, otorgada por el Rey de España a Alcazaba en 1534 y que incluía todas las tierras desde el Atlántico al Pacífico, al sur del paralelo 36º S.